# Shaun Frank
Shaun Frank est un disc-jockey canadien, résidant à Toronto.
De nombreuses collaborations avec des artistes reconnus de la scène EDM internationale sont à mettre à son actif (Oliver Heldens, Borgeous, KSHMR ou encore le duo canadien DVBBS).

## Discographie

### Singles
- 2013 : We Are (avec Jake Shanahan et Carl Nunes) [Armada Trice]
- 2013 : Unbreakable (avec Marien Baker) [EMI Music]
- 2014 : Vagabond (avec Vanrip) [Dim Mak Records]
- 2014 : This Could Be Love (avec Borgeous et Delaney Jane) [Spinnin' Records]
- 2015 : Jonezin [Free Download]
- 2015 : Mind Made Up [Dim Mak Records]
- 2015 : Time [Size Records]
- 2015 : All About (avec Vanrip) [Dim Mak Records]
- 2015 : Shades Of Grey (avec Oliver Heldens et Delaney Jane) [Spinnin' Records]
- 2015 : Heaven (avec KSHMR) [Spinnin' Records]
- 2016 : La La Land (avec DVBBS) [Spinnin' Records]
- 2016 : Let You Get Away (avec Ashe) [Spinnin' Records]
- 2017 : Upsidedown [Ultra Records]
- 2017 : No Future (avec DYSON) [Ultra Records]

### Remixes
- 2014 : Down With Webster - Chills (Shaun Frank Remix) [Armada Trice]
- 2014 : Kiesza - Take Me To Church (Shaun Frank Remix) [Dim Mak Records]
- 2015 : Steve Aoki feat. Flux Pavilion - Get Me Outta Here (Shaun Frank Remix) [Ultra Music]
- 2015 : Vicetone feat. JHart - Follow Me (Shaun Frank Remix) [Ultra Music]
- 2015 : Duke Dumont - Ocean Drive (Shaun Frank Remix) [Virgin EMI]
- 2016 : The Chainsmokers  - Closer (Shaun Frank Remix)